# Elliott Waters Montroll
Elliott Waters Montroll (4 mai 1916 à Pittsburgh, Pennsylvanie, États-Unis - 3 décembre 1983 à Chevy Chase, Maryland, États-Unis) est un scientifique et mathématicien américain.

## Éducation
Elliott Montroll est né le 4 mai 1916 à Pittsburgh, Pennsylvanie, et fait ses études primaires et secondaires aux écoles publiques de Dormont. En 1933, il entre à l'université de Pittsburgh et en 1937, il obtient un baccalauréat en chimie. De 1937 à 1939, il est assistant diplômé au département de mathématiques de l'université de Pittsburgh et, au cours du premier semestre de l'année scolaire 1939-1940, il effectue des recherches au département de chimie de l'université Columbia. Il obtient un doctorat en mathématiques à l'université de Pittsburgh en 1939, avec une thèse Some Notes and Applications of the Characteristic Value Theory of Integral Equations dans laquelle il a appliqué des équations intégrales à l'étude des gaz imparfaits. Un article publié conjointement avec Joseph E. Mayer en 1941 Mécanique statistique des gaz imparfaits expose également les idées développées à partir de sa thèse.

## Carrière
Montroll a une carrière exceptionnellement variée : il est chercheur à l'université Yale où ses travaux sur le modèle d'Ising d'un ferromagnétique l'amènent à résoudre certains problèmes de chaîne de Markov. Après cela, il est chercheur associé à l'université Cornell en 1941-1942 où il commence ses études sur le problème de la recherche du spectre de fréquences des vibrations élastiques dans les réseaux cristallins. De 1942 à 1943, Montroll est professeur de physique à l'université de Princeton.
En 1943, Montroll est nommé chef du groupe de recherche en mathématiques à la Klex Corporation à New York, travaillant sur des programmes associés au projet Manhattan de la bombe atomique. En 1944, il entre à l'Institut polytechnique de Brooklyn, comme professeur adjoint de chimie, puis en 1946, il retourne à l'université de Pittsburgh comme assistant, puis professeur associé de physique et de mathématiques. Pendant ce temps, il est également chef de la branche physique de l'Office of Naval Research de 1948 à 1950. En 1950, il est nommé chercheur au Courant Institute de New York. En 1951, il est nommé professeur de recherche à l'Institut de dynamique des fluides et de mathématiques appliquées de l'université du Maryland.
Cependant, en 1960, il prend le poste de directeur des sciences générales au centre de recherche IBM Thomas J. Watson à Yorktown Heights, New York. En 1963, il occupe le poste de vice-président pour la recherche à l'Institute for Defense Analysis à Washington, DC.
En 1966, il retourne dans le monde universitaire en tant que professeur de physique Albert Einstein et directeur de l'Institute for Fundamental Studies de l'université de Rochester. Montroll reste à l'université de Rochester jusqu'en 1981. Après sa retraite, il accepte deux autres postes, l'un à l'université du Maryland et l'autre à l'université de Californie à Irvine.
Il est élu à l'Académie nationale des sciences (États-Unis) en 1969 et à l'Académie américaine des arts et des sciences en 1973. Ses travaux sur les flux de trafic lui valent (conjointement) le prix Lanchester de l'Operations Research Society of America en 1959.
Il est marié à Shirley Abrams le 7 mai 1943. Il est père de dix enfants dont John Montroll (en).